# ماکسیموس (کمیک)
ماکسیموس (به انگلیسی: Maximus) یک شخصیت خیالی شرور بزرگ در کتاب‌های کامیک منتشر شده توسط مارول کامیکس است که توسط نویسنده استن لی و طراح جک کربی خلق شده است و برای اولین بار در شمارهٔ ۴۷ مجموعه کمیک چهار شگفت‌انگیز (فوریه ۱۹۶۶) حضور پیدا کرد. ماکسیموس برادر دیوانه و نابغه شخصیت صاعقه سیاه است که اغلب دست به توطئه‌هایی علیه خانواده سلطنتی این‌هیومنز می‌زند.
ایوان رئون در مجموعه تلویزیونی این‌هیومنز (۲۰۱۷) وظیفه بازی در این نقش را بر عهده دارد.